# Konzeptualismus
Der Konzeptualismus (lat. conceptus: Allgemeinbegriff) ist eine erkenntniskritische Position innerhalb der mittelalterlichen Philosophie. Von Abälard vorbereitet und von William von Ockham und seiner Schule vertreten, suchte sie einen Mittelweg im  Universalienstreit. Dem Nominalismus gesteht der Konzeptualismus zu, dass  Universalien Namen für Gemeinsames sind; dem (platonischen) Begriffsrealismus aber folgt er, wenn er betont, dass diese Namen nicht willkürlich sind. Für Ockham sind die Allgemeinbegriffe natürliche Zeichen, wie etwa das Weinen ein Zeichen für Trauer ist. Zwar sind sie nicht in der Sache selbst verwirklicht, für die sie stehen, aber sie sind ihnen in bestimmter Hinsicht ähnlich.